# Snowboard aux Jeux olympiques de 2018 – Half-pipe hommes
Navigation
Sotchi 2014 Pékin 2022
Le half-pipe masculin des Jeux olympiques d'hiver de 2018 a lieu le 13 février 2018, au Bokwang Phoenix Park. L'épreuve est présente depuis les Jeux olympiques de 1998 qui se sont déroulés à Nagano, soit lors de la première apparition du snowboard aux Jeux d'hiver.

## Médaillés
| Or                       | Argent               | Bronze                   |
| Shaun White (États-Unis) | Ayumu Hirano (Japon) | Scotty James (Australie) |

## Résultats

### Qualifications
| Rang | Dossard | Athlète           | Nationalité      | 1er Passage | 2e Passage | Meilleur | Notes |
| ---- | ------- | ----------------- | ---------------- | ----------- | ---------- | -------- | ----- |
| 1    | 14      | Shaun White       | États-Unis       | 93,25       | 98,50      | 98,50    | Q     |
| 2    | 13      | Scotty James      | Australie        | 89,00       | 96,75      | 96,75    | Q     |
| 3    | 7       | Ayumu Hirano      | Japon            | 87,50       | 95,25      | 95,25    | Q     |
| 4    | 10      | Ben Ferguson      | États-Unis       | 91,00       | 89,75      | 91,00    | Q     |
| 5    | 8       | Raibu Katayama    | Japon            | 85,50       | 90,75      | 90,75    | Q     |
| 6    | 5       | Jan Scherrer      | Suisse           | 84,00       | 16,00      | 84,00    | Q     |
| 7    | 6       | Chase Josey       | États-Unis       | 47,75       | 83,75      | 83,75    | Q     |
| 8    | 4       | Jake Pates        | États-Unis       | 59,50       | 82,25      | 82,25    | Q     |
| 9    | 15      | Patrick Burgener  | Suisse           | 82,00       | 50,25      | 82,00    | Q     |
| 10   | 1       | Yuto Totsuka      | Japon            | 80,00       | 65,25      | 80,00    | Q     |
| 11   | 23      | Peetu Piiroinen   | Finlande         | 14,25       | 77,50      | 77,50    | Q     |
| 12   | 3       | Kent Callister    | Australie        | 66,75       | 77,00      | 77,00    | Q     |
| 13   | 11      | Taku Hiraoka      | Japon            | 26,00       | 75,75      | 75,75    |       |
| 14   | 24      | Lee Kwang-ki      | Corée du Sud     | 75,00       | 72,00      | 75,00    |       |
| 15   | 16      | Zhang Yiwei       | Chine            | 32,50       | 74,00      | 74,0     |       |
| 16   | 9       | Tim-Kevin Ravnjak | Slovénie         | 72,50       | 27,00      | 72,50    |       |
| 17   | 2       | Derek Livingston  | Canada           | 71,25       | 32,75      | 71,25    |       |
| 18   | 25      | Seamus O'Connor   | Irlande          | 65,50       | 39,75      | 65,50    |       |
| 19   | 12      | Markus Malin      | Finlande         | 30,25       | 63,50      | 63,50    |       |
| 20   | 29      | Nikita Avtaneev   | Russie (OAR)     | 63,25       | 32,75      | 63,25    |       |
| 21   | 28      | Kweon Lee-jun     | Corée du Sud     | 58,50       | 62,75      | 62,75    |       |
| 22   | 27      | Nathan Johnstone  | Australie        | 62,25       | 10,25      | 62,25    |       |
| 23   | 18      | Johannes Hoepfl   | Allemagne        | 53,25       | 59,50      | 59,50    |       |
| 24   | 26      | Kim Ho-jun        | Corée du Sud     | 54,50       | 10,25      | 54,50    |       |
| 25   | 22      | Tit Štante        | Slovénie         | 24,50       | 52,25      | 52,25    |       |
| 26   | 21      | Rakai Tait        | Nouvelle-Zélande | 36,50       | 25,75      | 36,50    |       |
| 27   | 20      | Elias Allenspach  | Suisse           | 23,75       | 25,50      | 25,50    |       |
| 28   | 19      | Janne Korpi       | Finlande         | 4,50        | 22,50      | 22,50    |       |
| 29   | 17      | Shi Wancheng      | Chine            | 10,00       | 11,75      | 11,75    |       |

### Finale
| Rang                                | Dossard | Athlète          | Nationalité | 1er Passage | 2e Passage | 3e Passage | Meilleur |
| ----------------------------------- | ------- | ---------------- | ----------- | ----------- | ---------- | ---------- | -------- |
| Médaille d'or, Jeux olympiques      | 12      | Shaun White      | États-Unis  | 94,25       | 55,00      | 97,75      | 97,75    |
| Médaille d'argent, Jeux olympiques  | 10      | Ayumu Hirano     | Japon       | 35,25       | 95,25      | 43,25      | 95,25    |
| Médaille de bronze, Jeux olympiques | 11      | Scotty James     | Australie   | 92,00       | 81,75      | 40,25      | 92,00    |
| 4                                   | 9       | Ben Ferguson     | États-Unis  | 43,00       | 83,50      | 90,75      | 90,75    |
| 5                                   | 4       | Patrick Burgener | Suisse      | 84,00       | 51,00      | 89,75      | 89,75    |
| 6                                   | 6       | Chase Josey      | États-Unis  | 87,75       | 52,25      | 88,00      | 88,00    |
| 7                                   | 8       | Raibu Katamaya   | Japon       | 85,75       | 25,00      | 87,00      | 87,00    |
| 8                                   | 5       | Jake Pates       | États-Unis  | 47,00       | 82,25      | 27,00      | 82,25    |
| 9                                   | 7       | Jan Scherrer     | Suisse      | 31,25       | 80,50      | 70,75      | 80,50    |
| 10                                  | 1       | Kent Callister   | Australie   | 20,00       | 62,00      | 56,75      | 62,00    |
| 11                                  | 3       | Yuto Totsuka     | Japon       | 39,25       | 7,00       | DNS        | 39,25    |
| 12                                  | 2       | Peetu Piiroinen  | Finlande    | 4,50        | 12,75      | 13,50      | 13,50    |